# Paasveetentoonstelling Schagen

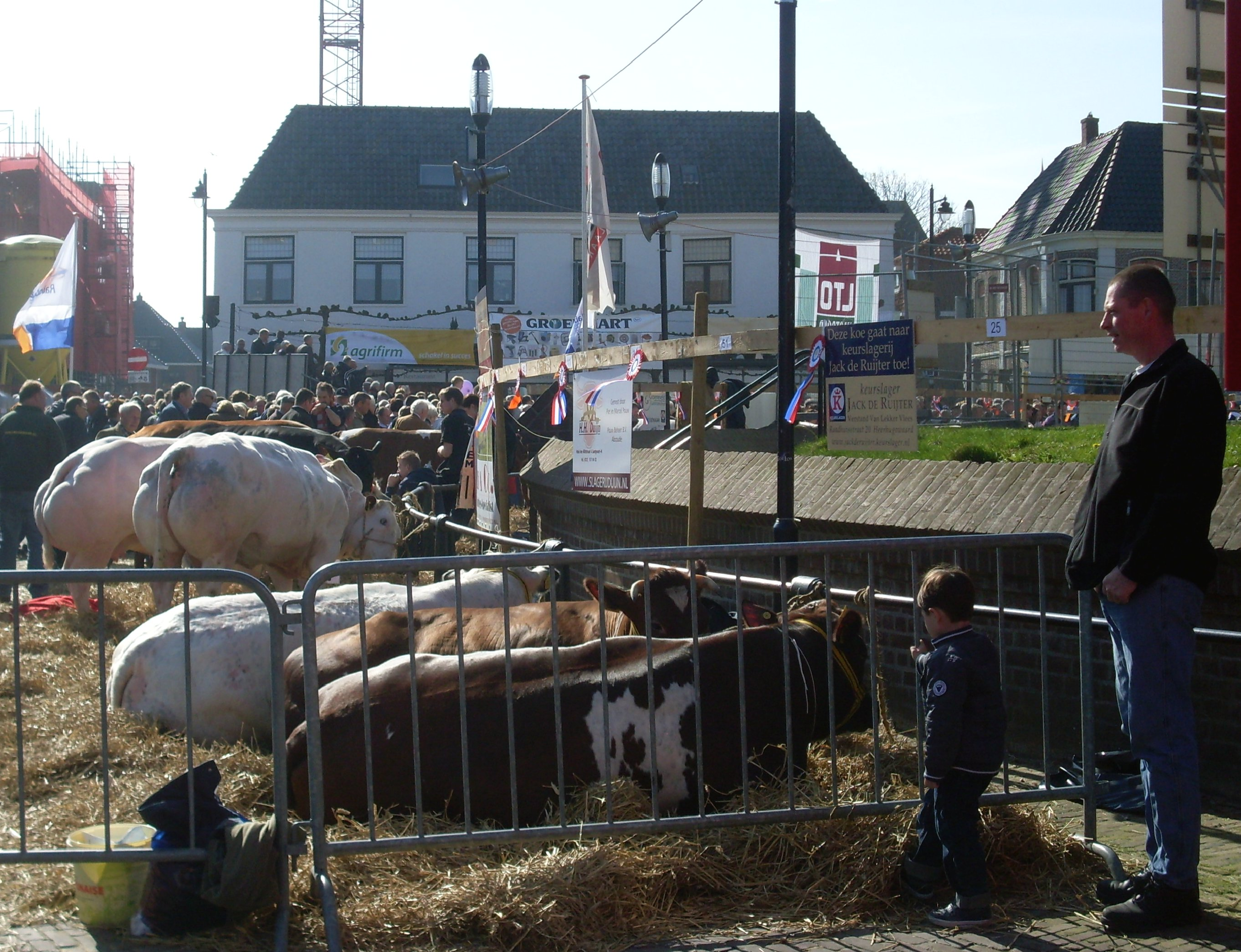
Paasveetentoonstelling in Schagen

De Paasveetentoonstelling in Schagen, gewoonlijk Paasvee genoemd, is een jaarlijks terugkerend evenement dat tien dagen voor Pasen plaatsvindt. Dit evenement wordt georganiseerd door de Vereeniging tot het houden van Jaarlijksche Paaschtentoonstellingen van Vee te Schagen en heeft als doel het verkopen van vee op de markt in Schagen. In de loop der tijd is het evenement daarnaast uitgegroeid tot een feest dat vanaf de middag plaatsvindt in en rondom de diverse horecagelegenheden van Schagen.

## Geschiedenis
In 1893 werd de Veereeniging tot het houden van Jaarlijksche Paaschtentoonstellingen van Vee te Schagen opgericht door de H. de Leve, een veehandelaar uit Purmerend. H. de Leve organiseerde op 30 maart 1893 in het Noordhollandsch Koffiehuis een bijeenkomst met als onderwerp het bespreken van de belangen voor de verkoop van vee in Schagen. Drie weken na deze bijeenkomst, waaraan dertig personen deelnamen, vond op woensdag 14 maart 1893 de eerste officiële paasveetentoonstelling in Schagen plaats.

## Doel
De reden om de eerste paasveetentoonstelling te houden in 1893 was om de boeren in gelegenheid te stellen hun producten of dieren meer onder de aandacht van het publiek te brengen. Het doel hiervan was het vergroten van de verkoopmogelijkheden en het verhogen van de winst van de boeren. Daarnaast wordt de paasveetentoonstelling georganiseerd om de samenwerking tussen diverse boeren te vergroten. Deze doelstellingen zijn heden ten dage nog steeds relevant.

## Festiviteiten
Hoewel de paasveetentoonstelling nog steeds in het teken staat van het onder de aandacht brengen van het vee, is het evenement daarnaast uitgegroeid tot een populair feest onder zowel jongeren als ouderen. Jaarlijks trekt het evenement duizenden bezoekers vanuit heel Nederland die zich vanaf het middaguur in en rond de horecagelegenheden en op de markt van Schagen verzamelen.

## Doorgang
- De Paasveetentoonstelling is enkele keren niet doorgegaan. Dit had onder andere te maken met de uitbraak van de Eerste en Tweede Wereldoorlog.[1]

- In 2001 ging de tentoonstelling van de dieren niet door wegens de MKZ-crisis. De borrel die altijd erna genuttigd werd ging desondanks wel door.

- In 2017 werden wegens de Vogelgriep en wegens strengere inentingen van konijnen de kleine dierenshow afgelast. De overige onderdelen van de tentoonstelling gingen wel door.

- In 2020 tot en met 2022 ging de tentoonstelling van de dieren niet door wegens de Covid-19-uitbraak.